# La sustituta
La sustituta es una serie de televisión web colombiana de thriller, suspenso y drama creada por Julio Jiménez e Iván Martínez y producida por RCN Televisión, para TelevisaUnivision.
Está protagonizada por Majida Issa junto a Géraldine Zivic como protagonista antagónica, acompañadas de un reparto coral. La serie se estrenó en streaming el 28 de junio de 2024 por Vix en el continente americano. 

## Sinopsis
La sustituta cuenta la historia de Eva Cortés, quien trabaja como empleada doméstica para Victoria de Urquijo, una millonaria y atormentada mujer de carácter fuerte que esconde un secreto. Por otro lado, Mabel Calderón, psiquiatra, se obsesiona con encontrar a su paciente Berta Ríos. 

## Reparto

### Principales
- Majida Issa como Eva Cortés Bustacara / Bertha Ríos
- Géraldine Zivic como Victoria Sánchez de Urquijo
- Rami Herrera como Dra. Mabel Calderón
- Juan Fernando Sánchez como Antonio Iglesias
- Katherine Vélez como Ingrid de Calderón
- Julián Román como Agente Torres
- Josse Narváez como Dr. León Andrade
- Silvia de Dios como Hilda Camacho
- Andrés Suárez
- Ernesto Benjumea
- Emilia Ceballos como Sargento Beatriz Oviedo
- Jorge Monterrosa como Orjuela
- David Guerrero
- Angélica Legarda
- Carmenza Gómez como Alina
- Roberto Cano
- Tania Fálquez
- Lucas Buelvas
- Luis Eduardo Arango como Abogado Javier

## Producción
El 23 de mayo de 2023 se anunció que RCN Televisión había iniciado la preproducción de La sustituta. Es producida para Vix, servicio de streaming de TelevisaUnivision. El rodaje comenzó el 12 de julio de 2023.